# 韓國電影史

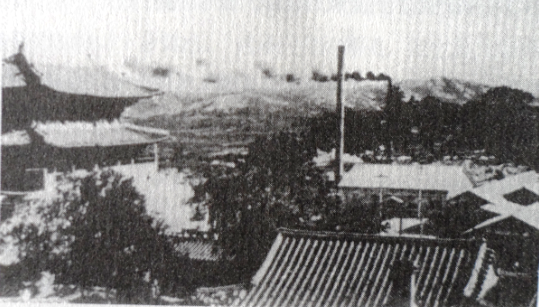
韩国最早的固定电影放映场所汉城电气会社东大门发电所

韩国电影史从1897年韩国首次引进电影至今已有百余年。1919年，金陶山自编、自导并主演的《义理的仇讨》成为韩国本土制作的首部电影:1-2。1926年，韩国电影开拓者罗云奎制作的以象征手法表现反抗日本压迫的民族电影《阿里郎》开启了默片时期韩国电影的黄金期:51-52。1931年，李弼雨制作的韩国历史上首部有声片《春香传》，使韩国电影迎来了有声时代。但随着日本帝国主义在朝鲜半岛统治的加深，电影成了维护其统治的宣传工具:2。
1945年，日本无条件投降后，韩国电影随着民族的独立而开启了新的发展篇章。1955年，李奎焕执导的《春香传》在朝鲜战争结束后的废墟中取得了商业成功，为韩国电影的战后复兴铺垫了基石。1960年代，韩国电影进入了全盛期，电影在数量和质量上都取得较大的进步:2。1969年，韩国全年电影制作数量达到233部，观影人次高达1亿7800万:179:188。1970年代，由于朴正熙的独裁统治，韩国电影很快从繁荣走向萧条。1980年代，随着朴正熙维新体制的解体，韩国电影开始出现转机:2。
进入1990年代后，特别是1996年废除电影审查制度后，韩国电影再次进入快速发展期，实现了数量和质量上的飞跃:351-352:296-297。1993年，林权泽执导的有关韩国传统艺术盘索里的影片《西便制》取得了历史性的成功，开启了韩国电影史上百万观众的时代。1999年，姜帝圭执导的《生死谍变》引发韩国大片的制作热潮。2003年和2004年，《实尾岛風雲》和《太极旗飘扬》两部韩国大片使韩国电影进入了1000万观众的时代。在电影观众数目几何级增长的同时，韩国电影接连在三大国际电影节和其它国际电影节上获奖。韩国电影的质量和国际化水平得到空前提高。1996年成立的釜山国际电影节也已经发展成为亚洲最具代表性的国际电影节之一:351-353:325-332。

## 电影的引入（1897-1924年）
据1897年10月19日的《伦敦时报》记载，一位名叫阿斯顿·豪斯（Astor House）的英国人与朝鲜烟草株式会社（The Korean Tobacco Company），在1897年10月上旬前后3天在忠武路泥岘（今首尔忠武路二街为中心的区域）租借的棚子里，利用瓦斯灯放映共同购买来的法国百代電影公司的纪录短片。观众通过提供空烟盒可以免费观看电影:5-7。1903年6月24日的韩国本土报纸《皇城新闻》也刊登有当时东大门电气会社器械厂放映电影的广告:3。这些都是电影传人朝鲜半岛的最早期书面记载:19。

### 早期影院

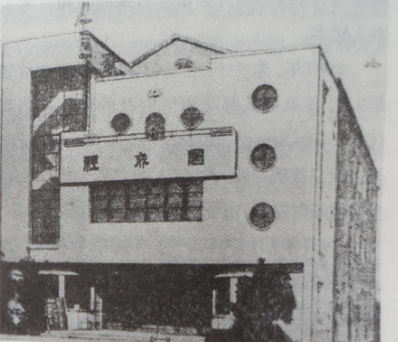
韩国最早的私营剧场团成社

1906年，东大门电气会社器械厂根据影迷们的提议被正式命名为“东大门活动写真所”。这个“仓库剧场”是韩国最早的带有简陋放映设备的固定电影放映场所。1907年，东大门活动写真所更名为“光武台”。1908年9月，朴承弼接管了“光武台”:26-27:14-15。续“东大门活动写真所”之后，韩国出现了许多的类似影院，比如钟路南村一带的松岛座（1906年）、御成座（1908年）、京城高等演藝館（1910年）、黄金馆（1913年）；北村附近的团成社（1907年）、长安社（1908年）、演兴社（1908年）、优美馆（1915年）等。这些影院以清溪川为界，靠近北村的以韩国人为经营对象，靠近南村的名字后带“座”的影院大多建在日本人居住区，以日本观众为主:19。
1907年7月17日，一些韩国实业家、绅士和东大门商人在钟路区授恩洞成立被认为是韩国最早的具有一定规模的私营剧场“团成社”。团成社起初主要是靠传统剧和慈善演出维持生计。次年，团成社因火灾经营状况持续恶化，经营权被转给了日本商人田村。1913年9月，经营“光武台”的朴承弼接管了团成社，将其改造成一家常设电影院:27-29:15-18。1922年11月6日，韩国人在仁寺洞建造了可容纳1000个座位带有电梯、家族观赏席和餐厅的三层结构的朝鮮劇場。团成社、朝鲜剧场和优美馆在当时被称为韩国的三大影院:29-30:21-24。

### 韩国电影的诞生

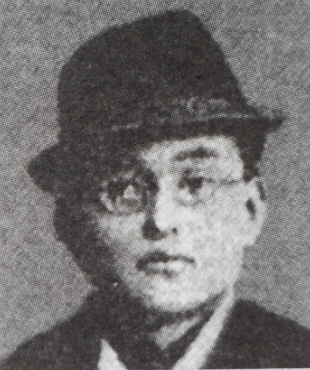
金陶山

韩国电影是作为戏剧的辅助表现手段诞生的。1919年10月27日，金陶山引领的“新剧座”在团成社上演了韩国首部连锁剧《义理的仇讨》，其中插入了1000英尺左右的胶片拍摄的京城府（後改名首爾）外景。韩国电影界将《义理的仇讨》视为韩国电影制作的起点。:30:29-30:38:32
《义理的仇讨》讲述了一个典型的惩恶扬善的故事。出生富裕的松山，由于母亲早逝，不堪继母的险恶离家出走。但阴险歹毒的继母，不仅要独占财产还要买凶杀人。忍无可忍的松山最终含泪惩罚了居心叵测的继母。该片由金陶山自编、自导并主演。制片人是团成社的老板朴承弼。他为此片投入了5000韩圆的制作费，这在一斗米80钱的时代可以说得上是一笔巨款。据1919年10月29日的《每日申报》报道《义理的仇讨》形成了“傍晚时分，观众如潮般涌入剧场的大盛况”，这种状况持续了一个月:30-32:30-31。此外，剧组还拍摄了韩国首部纪录片《京城市内全景》，与《义理的仇讨》同一天在团成社上演。之后团成社又制作播放了《京城郊外全景》（1919年11月29日）和《高宗大山实景》（1919年11月29日）:39-40:21-22。续《义理的仇讨》之后，其它韩国剧团也开始制作连锁剧。朝鲜文艺团的李基世先后完成了《知己》（1920年）、《黄昏》（1920年）、《长恨歌》（1920年）等连锁剧，与“新剧座”形成鼎足之势。其中《长恨歌》首次起用女演员马豪政，这在当时以男性为主导的儒家社会是一种历史性的突破。此外，李基世还在韩国电影史上首次启用了韩国摄影师李弼雨:36-37。
1919年，霍乱开始在朝鲜半岛蔓延。为应对霍乱危机，朝鲜总督府和京畿道京城府开始资助制作卫生启蒙电影阻止疫情的扩散。1920年开始，各种启蒙电影开始在韩国盛行。除了《人生的恶魔》、《霍乱》、《防疫》等卫生启蒙片外，还出现了度量器宣传电影、暖炕改良奖励电影、纳税启蒙电影、有关电的宣传电影等各种启蒙电影，对公众免费播放:40-48:33。1923年，朝鲜总督府递信局为鼓励民众储蓄资助了电影《月光下的盟誓》的制作。该片由韩国演剧、电影先驱之一的尹白南导演。之前，韩国已有《人生的恶魔》等卫生防疫片，虽然颇具争议，《月光下的盟誓》仍然被认为是韩国的首部故事片:40-48。片中的女主角由当时的妓生李月华出演。影片的成功，使得李月华成为当红的明星。由于当时的社会禁止女性外出活动，妓生演员在韩国默片发展中起到了很大的作用，大大鼓励了普通女性投身演员这一职业:57-62:33-34。
1923年，日本人早川孤舟将韩国古典名著《春香传》抢先拍成电影。韩国早期电影制作人朴承弼很受触动，决议拍一部同样是改编自韩国古典名著的电影。1924年9月5日，《蔷花红莲传》在团成社首映。影片讲述了蔷花和红莲两姐妹因受继母虐待而死，得不到安息的冤魂化身女鬼经常出现在使道身边，希望他能为她们讨回公道。《蔷花红莲传》是完全依靠韩国资本、技术、演员制作的最早的韩国电影。导演是朴承弼的继承人朴晶铉，摄影师是李弼雨，主角蔷花和红莲由光武台的清唱高手金玉姬和金雪子出演，出演使道的是韩国电影史上第一个辩士禹正植。该片票房战绩喜人，观影人次超过了13000人。团成社原本放映一周，但由于天天爆满，不得不延长放映两天。:66-69:37-38

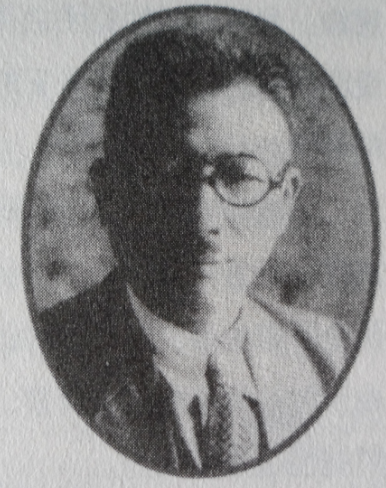
尹白南

尹白南编剧、导演的《云英传》（6卷1209英尺）。《云英传》原名为《宠姬的恋》，讲述的是朝鲜世宗的第三个儿子安平大君的宠姬云英爱慕文才出众的书生金进士而惹下祸端的爱情悲剧，在上映预告时改名为《云英传》，1925年1月14日开始在团成社上映。《云英传》的制作商是由在韩日本人成立的釜山朝鲜株式会社:74。1925年1月，尹白南在京城成立了韩国首个独立电影公司——尹白南制片公司，并制作了韩国首部独立电影《沈清传》（李庆孙导演）。之后，韩国电影人纷纷效仿成立自己的独立电影公司，李庆孙成立了高丽电影社，李弼雨创立了半岛电影社:74。1925年，李庆孙的高丽电影社将李光洙的现代小说《开拓者》改编成电影。影片描述了打破封建陋习、自由恋爱、民族为本的青年使命，开创了韩国文艺片的先河:76。

## 无声电影黄金期（1926-1934年）
因为表现西方自由主义与风俗的影片可能激发韩国人反抗日本统治及其意识形态的斗志，日本人在1924年初开始对西方进口的影片进行审查:74。1926年，朝鲜纯宗驾崩后，韩国在纯宗葬礼的当日爆发大规模的抗日游行示威。青年学生向群众散发“打到日本帝国主义”等内容的传单:76。为控制韩国人的民族思想，日本人颁布了《活动写真和电影检阅规则》，朝鲜总督府审判韩国政治犯、控制公共思想的高层机构开始对韩国国内制作的影片进行审查。1928年，日本人进一步加强了对韩国国产和进口影片的审查，任何含有反抗思想的电影会被以妨害公共安全为由被禁映或删除，几乎没有影片能逃脱这种审查:74:76。1928年2月5日，《东亚日报》报道了一名记者对日本当局审查韩国电影的比喻，“扭伤手臂，折断腿，并完全迷失方向，你甚至无法知晓它原来的面目”:51。
尽管日本人对韩国电影的审查变本加厉，韩国电影的产量却不断增长。1920年代中期到1930年代中期被认为是韩国电影的“默片全盛期”。1910-1945年的日占期间，韩国总共制作了140-150余部电影，其中有80多部制作于1926-1937年间。这一时期，韩国无声电影的制作不仅数量多而且质量高，还出现了不少像《阿里郎》（1926年，罗云奎）等优秀的作品:51。1926年开始，随着演员人数的增加，原本顶着明星光环的辩士的地位开始动摇。1926年初，李弼雨的半岛电影社将鲁寿铉在《朝鲜日报》的连载漫画改编成电影《愚者》。这是李弼雨制作、编剧、导演、摄影的第一部喜剧电影。不过，该片的艺术性和票房都很令人失望。然而，由赵一齐制作、改编，李庆孙导演的爱情故事片《长恨梦》却在团成社成了1926年新春“剧场街”的话题之作，由此而不可收拾:77。

### 民族电影运动

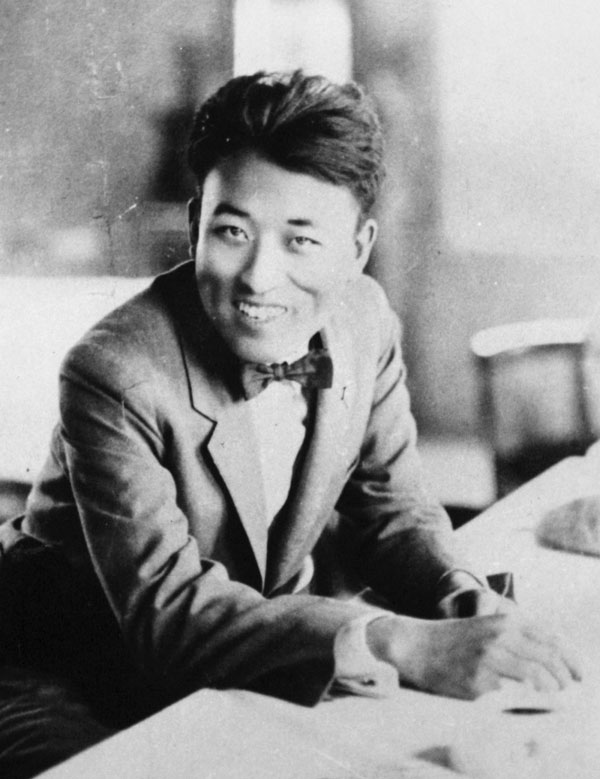
罗云奎

1926年，罗云奎撰写、编剧、导演和主演的电影《阿里郎》在团成社首映后获得空前的成功，成为韩国电影史上里程碑式的作品，开启了民族电影的时代:51-52。影片在题材选择受限制的情况下，运用独创的隐喻性表现方式唤醒了韩国人民的民族意识和反抗意识:84-85。续《阿里郎》之后，罗云奎接着又完成了《风云儿》。《风云儿》讲述的是参加苏联雇佣军加入欧洲战场的尼古拉斯·朴回到思念的祖国，面对祖国冰冷的现实产生挫折感，再次踏上流亡中国东北的故事。该片遭到日本当局审查后，被足足删除1000英尺长的内容，剧组因此不得不进行再次拍摄:85:55。1928年，罗云奎建立了自己的电影公司“罗云奎制作公司”，并制作了《越过图们江》。影片讲述了一位做过旧军队喇叭手的老人失去了自己的财产，与妻子一起背井离乡去中国东北寻求自由的故事。该片起初未能通过日本当局的审查。罗云奎后来不得不删减许多重要场景，并把片名改为《寻找爱情》才最终得以上映:89:45。

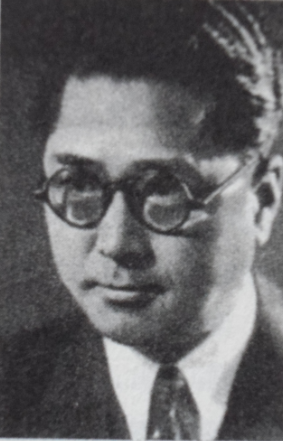
沈熏

受《阿里郎》的影响，朝鲜无产阶级艺术同盟（Korean Artistic Proletariat Federation, KAPF）在1920年代末也制作了包括《流浪》（1928年）、《昏街》（1929年）、《暗路》（1929年）、《地下村》（1930年）、《火轮》（1931年）等电影作品。这些电影受到当时共产主义思想的影响，描述无产阶级的贫困生活，表现民族主义思想。由于日本当局的苛刻审查制度，这些影片很少能被上映，即使上映也是被大幅删除，艺术性大打折扣，难以吸引观众:45:102-105:63-64。1927年，沈熏执导了揭露社会黑暗的现实主义影片《东方破晓》。该片在当时被誉为仅次于《阿里郎》的佳作。不过迫于社会压力，沈熏仅导演这一部电影，之后投身于电影剧本创作和评论写作之中，成为1930年代韩国民族启蒙主义的文学巨匠:35。
1930年，日本人加紧了对韩国电影的打压，许多电影遭禁甚至被毁，韩国本土电影的创作急剧跌至近2-3部。1935年，日本电影在韩国电影市场的份额达到69%，欧美电影为27%，韩国本土电影仅为4%:35。在韩国电影陷入低潮的1932年，李圭焕自编、自导了韩国无声电影时期的另一部备受瞩目的民族电影《没有主人的渡船》。该片是民族悲愤现实主义的力作。老船公春三和女儿靠摆渡船维持简单的生活，但随着铁路桥的建成，春三失去了全家人赖以生存的渡船生计。他最疼爱的女儿也遭到日本建桥工头的侮辱。悲愤的春三用斧头砍死了日本工头后，迎向呼啸驶来的火车结束了自己的生命。片中的主人公春三由罗云奎主演。影片虽然在审查时被勒令删除了足足200英尺，但依然令观众感动。在团成社上映后，票房喜人，为沉寂的韩国电影带来转机。当时的《三千里》杂志将《没有主人的渡船》与《阿里郎》和《蔷花红莲传》评为“朝鲜三大名片”:108-112:64-67。

## 有声电影和军国主义（1935-1945年）

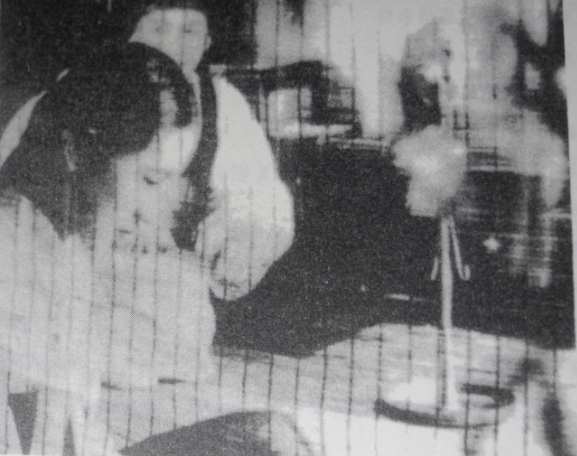
韩国首部有声电影《春香传》

韩国从1930年开始进口和上映有声电影:84。1930年，《派拉蒙大集锦》（Paramounton Parade）在韩国公映。这部使用唱盘录音方式制作的西洋有声片使韩国当时的电影人也产生制作有声电影的念头。韩国最早期的摄影师、电影技术的开拓者李弼雨从1931年开始先后去中国和日本考察，与当时制作出日本首部有声电影《夫人与老婆》（Madamne and Wife, 1931年，五所平之助）的日本松竹电影公司（Shochiku Film Company）签署了技术合作协议，并于1934年，再次赴日购进录音设备。1935年，李弼雨和他的弟弟李明雨合作拍摄了韩国首部有声电影《春香传》。此后，韩国各电影公司纷纷投身有声电影的制作:79-81。1938年之后，日本开始在韩国实行征兵制度，随后加紧了对韩国民族文化的扼杀，禁止韩语的使用，并强迫韩国人“创氏改姓”。1942年9月29日，朝鲜总督府强迫关闭了韩国几乎所有电影公司，成立“朝鲜映画制作株式会社”，垄断韩国电影业。电影成了日本军国主义宣传“内鲜一体”、“皇国臣民化”的工具:141。

### 从无声到有声

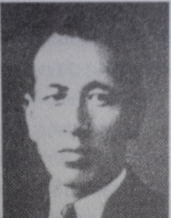
李弼雨

1935年10月3日，《春香传》在团成社公映，拉开了韩国有声电影的时代:84:122。《春香传》由李明雨导演，李弼雨兼任摄像、录音和洗印:80。在韩国当时的情况下，制作有声电影是件非常不容易的事情。由于没有连接录音机和摄像机的同步发电机，《春香传》采用后期配音的方式而非现场录像。影片原本计划在片中插入“农夫歌”，但由于资金问题，该计划不得不被搁浅:125。许多当时的电影评论者对该片的情节编排、服装、影片背景、节奏安排等评价也颇为刻薄。不过，影片中的少量对白，捣衣声、推拉大门的声音都引起了观众的极大好奇。他们对韩国的首部有声电影感到自豪，对影片的不足则颇为大度。《春香传》投入的制作经费是一般电影的一倍多，其电影票也高达1韩圆。当时进口西洋片的票价也只不过是0.3到0.4韩圆的价位。两年后在韩国上映的查理·卓别林的电影《摩登时代》票价也仅为0,7韩圆。可见，《春香传》的票价在当时是非常高的，但观众的好奇心还是使该片的票房收入获得成功:125:84。
《春香传》公映之后，韩国各电影公司纷纷进行有声电影的制作。1936年，已经有一半的电影公司在制作有声片。《阿里郎山岭》（1935年，洪开明）、《朝鲜之歌》（1936年，金尚镇）、《阿里郎3》（1936年，罗云奎）、《虹》（1936年，李圭焕）、《迷梦》（1936年，梁柱南）、《洪吉童传（后篇）》（1936年，李明雨）等多部有声电影陆续在韩国制作上映:128-129。其中，以李兰英、高福寿等OK唱片公司旗下歌手在日本大阪表演实况为内容的《朝鲜之歌》是韩国最早期的音乐片。《阿里郎3》是罗云奎是根据默片巨作《阿里郎》（1926年，罗云奎）发展而来的:128:80。
1937年，韩国电影已经完全进入有声电影时代。这一年韩国电影完成了罗云奎的遗作《五梦女》、安钟和的《人生航路》、申敬均的《纯情海峡》、李圭焕的《旅路》、安夕影的《沈清》等作品。其中，《五梦女》是罗云奎在肺病三次复发和过度疲劳几乎晕倒下完成的。他的同学李淳元医生亲赴摄影现场为他治疗。该片上映后得到了影评界的高度评价，成为韩国电影史上的一部力作。但在《五梦女》上映的第七个月，罗云奎因肺结核病恶化而病逝。当时他才年仅37岁:129-130。1938年，《朝鲜日报》社举行了韩国历史上的首次电影节。根据当时观众的投票结果，罗云奎的《阿里郎》（1926年）获得了电影节最佳默片奖；安夕影的《沈青传》获得了电影节最佳有声片奖:81。

### 军国主义电影
1938年，日本在韩国实施征兵制度，日本统治者在韩国电影院开始强制放映带有皇国臣民誓词、日本国旗和战争口号的宣传片:141:82。这年徐光霁执导的拥护日本军国主义影片《军用列车》公映。徐光霁原是一位无产阶级艺术同盟的电影评论家，后转变成为亲日派导演。该片是他执导的首部电影，因此引起很大的关注。《军用列车》也是首部配入日语解说的韩国电影（配音：松井翠声），由日本东宝映画株式会社和圣峰映画团合作制作:134。1939年，日本人开始实行扼杀韩国民族文化的政策，韩语被禁用:145，1940年，强迫韩国人改用日本名:141:46。1940年1月，日本公布《朝鲜映画令》，要求每部电影的制作、上映和宣传都必须登记批准，甚至从事电影相关行业都要事先在总督府注册。同年12月10日，朝鲜总督府以《朝鲜映画令》为依据，将韩国当时的电影公司关闭合并成一家“朝鲜映画协会株式会社”，打出“内鲜一体”、“皇国臣民化”的口号，制作美化日本殖民统治的宣传片:143-144:48。1941年1月，朝鲜总督府情报科开始对电影胶片实行配给制，并在10月成立了社团法人朝鲜映画配给会社:95。1942年9月29日，朝鲜总督府成立“朝鲜映画制作株式会社”，迫使大部分电影公司关闭，一部分电影从业人员被吸收到朝鲜映画制作株式会社，拒绝妥协不愿意合作的被迫退出电影界。当时只有高丽映画社还可以正常开展活动:144:82。

许泳（中间）与《我和你》主角

1940-1945年的五年间，韩国电影几近灭亡，韩国情节剧的拍摄下降到了5部:60。与此同时，处于垄断地位的朝鲜映画制作株式会社则彻底排除电影的娱乐性，大量制作军国主义御用宣传片。这一时期的亲日御用电影包括拥护日本军国主义的《望楼敢死队》（1943年）、《巨鲸传》（1944年）、《感动的日记》（1945年），宣传日本政策优越性的《授业料》（1940年）、《清明心》（1940年）、《大海之光》（1940年）、《无家可归的天使》（1941年）、《爱的誓盟》（1945年），和宣传“内鲜一体”、诱使韩国人“皇国臣民化”的《死在国旗下》（1941年）、《志愿兵》（1941年）、《我在前进》（1942年）、《年轻人》（1943年）、《士兵》（1944年）、《太阳的儿子》（1944年）、《我和你》（1944年）、《神风的儿子》（1945年）、《我们的战争》（1945年）等:144-145:151。其中崔寅奎导演的《授业料》是韩国首部采用同步录音的电影。他的另一部亲日电影《无家可归的天使》被日本文部省推荐为最佳韩国电影，并在日本做公开放映:83。
《我和你》是倡导“内鲜一体”、“皇国臣民化”的亲日御用电影的代表作，以在中国山西省战斗中牺牲的一号韩国上等志愿军李仁石为原型制作。该片剧本由日本早稻田大学文学部电影评论家饭岛正教授编写，演员阵容日韩各占一半。影片在日本和韩国同时上映，以华丽的首映式吸引了许多观众。由朝鲜乐剧团金贞九演唱的影片主题曲《落花三千》也在两国风靡一时。该片由从被称为日本剧作家培养中心的“牧野映画制作所”回国的许泳（日文名：日夏英太郎）导演。由于《我和你》票房取得巨大成功，朝鲜总督府为奖励他，把他派到了印度尼西亚担任日本军宣传员。他在当地执导了《呼唤澳大利亚》。这部电影的胶片后来在东京审判时还曾被用作日军侵略的证据。日本无条件投降后，许泳在印尼定居下来，并用“勋”的名字为印尼的电影和戏剧发展做出了贡献，1952年，因病客死他乡。:149-151

## 解放和朝鲜战争（1945-1954年）

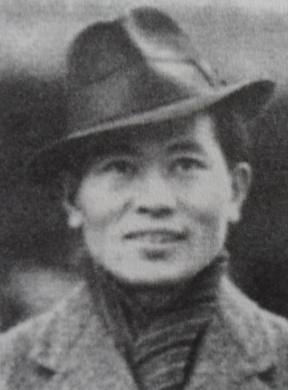
崔寅奎

1945年8月15日，日本无条件投降后，韩国迎来了民族独立与国家解放，韩国电影也从日占时期的宣传性和教化性中解脱出来，恢复到原有的定位。由于理念和线路的差异，韩国电影界在解放后分化成朝鲜映画建设本部（成立于1945年8月19日）和朝鲜无产阶级映画同盟（成立于1945年11月3日）两派。1945年12月16日，两派合并成立朝鲜映画同盟，由安钟和出任主席。朝鲜映画同盟以“清除日本帝国主义和封建主义的残余，废除军国主义，发展进步的民族电影、韩国电影，与国际电影的接轨”等为纲领，实行中央与地方分级管理制，下设制作、发行、技术和研究团体:158-159。朝鲜映画同盟与当时的美军政府关系很紧张，其上级机构民主主义民族机构和朝鲜文化团体总联盟被美军政府定性为左派组织。1948年，大韩民国正式成立后，该组织停止了公开活动，随即从韩国电影史上消失了。不过朝鲜映画同盟对当时的韩国电影界非常关注，提出许多争议性的问题和解决方案，主导了当时韩国电影界的潮流，比如建议政府发展韩国本土电影工业，组织针对中央映画配给社的批判运动、废除电影法运动、针对艺术行业课税过高的抗议运动等:111-112。
韩国光复后，原日占时期韩国映画制作株式会社仅留下8台摄影机、3套录音设备、3台胶片洗印机和朝鲜文化映画协会的摄影棚一个:116。《韩国映画便览》称这一时期韩国“电影器材和35毫米电影胶片奇缺，不具备全国发行体系，一大半的作品几乎都用16毫米摄影机拍摄的，且都是后期录音合成，韩国电影业倒退到默片时期”:118。不过艰苦的条件阻挠不了当时电影人通过电影表达解放的喜悦之情和民族自豪感。电影人士纷纷积极参加修复各种电影器材和设备。1946年，李龟永导演的传记片《安重根史记》成为光复后韩国电影界制作的第一部电影。该片在优美馆上映后受到大众的欢迎:160:109。
韩国光复后，韩国电影处在一种新旧技术混杂的状态。由于电影技术的倒退，过去的连锁剧、16毫米的默片、担任默片解说的辩士又重新出现。另一方面，《安重根史记》等作品开始使用35毫米摄影机拍摄。此外，韩国电影人还不断尝试新的电影制作方法，其中包括韩国最早的16毫米彩色电影《女性日记》（1949年，洪性麒），完全在外景地黑山岛拍摄的《波市》（1949年，崔寅奎），尝试航拍的《安昌男飞行士》（1949年，卢泌）、同期录音的歌舞片《蓝色小丘》（1949年，柳东一），也有电影人尝试用拍纪录片的艾莫摄影机拍摄故事片。:110:116:164
韩国在这一时期制作的电影分为表现爱国志士开展民族独立斗争的“解放电影”或“光复电影”，如《自由万岁》（1946年，崔寅奎）、《尹奉吉义士》（1947年，尹逢春）、《3·1革命》（1947年，尹逢春）、《柳宽顺》（1948年，尹逢春）；重建祖国、扫除社会恶势力的启蒙电影，如《解放的故乡》（1947年，全昌根）、《新誓言》（1947年，申敬均）、《海鸥》（1948年，李奎焕）、《洛东江》（1952年，全昌根）；反映朝鲜半岛分裂和意识形态对立的“反共电影”，如《击破城壁》（1949年，韩滢模）、《北韩的实情》（1949年，李昌根）、《战友》（1949年，洪开明）、《花郎道》（1950年，康椿）、《我越过了三八线》（1951年，孙全）、《为了祖国》（1949年，安钟和）；通俗剧，如《爱情的教室》（1948年，金圣珉）、《恐怖的夜晚》（1952年，孙全）、《最后的诱惑》（1953年，郑昌华）；文化片，如《韩国》（1945年，崔银姬）、《济州岛风土记》（1946年，李庸民、《无穷花山东》（1948年，安哲永）、《希望之镇》（1948年，崔寅奎）；纪录片《解放新闻》（1946年）、《朝鲜奥林匹克》（1947年）、《高丽纺织》（1949年，方义锡）等。:111:167
高丽映画协会制作的《自由万岁》讲述的是成功越狱的独立运动人士崔汉钟（全昌根饰）与日本警察之间展开的激烈战斗。影片营造了紧张激烈的枪战氛围，剧情与当时的社会紧密贴合，并得到了“光复电影第一作”的好评。该片导演崔寅奎原本是日占时期的亲日派，曾执导过《授业料》、《无家可归的天使》、《爱的盟誓》、《太阳的儿子》和《神风的儿子》等多部亲日和宣传日本军国主义的电影。考虑当时日占的政治环境，导演或许是迫不得已为之，但这并不能因此洗刷他的污名。因此，崔寅奎全力拍摄该片有赎罪的意味:115:161。此外，崔寅奎在1948年又先后导演了《无辜的罪人》和《独立前夕》两部光复电影。这三部作品被称作他的“光复电影三部曲”，表达了他想从制作亲日电影的负罪感中解脱出来的心境，是其渴望获得“免罪簿”的一种补救措施:161。
1949年，韩国在政治、经济、社会、文化等方面趋于稳定，人们对民族独立热情逐渐消退的时候，韩国电影出现了一部彗星般的抒情作品《心的故乡》。这部电影改编自剧作家咸世德的作品《童僧》，是尹龙奎导演的第一部作品:121。观众从这部电影中可以看到细腻的表演和回避新派感伤主义的节制美。影片舒缓而平静，人物内心变化和情感的交错起伏如散文诗一般展开。影片最大的美德是始终保持着素朴和自然的风格。此外，影片摒弃了室内搭景的传统作业方式，选择外景地拍摄。虽然当时的摄影设施简陋，但摄影师韩滢模将闲寂美丽的山寺拍的极具情致，受到了影评家们的好评。演员的演技也同样广受好评。当年，此片获得了第一届漢城市文化奖电影单元最佳影片。朝鲜战争期间，导演尹龙奎偷越三八线，此后在朝鲜民主主义人民共和国拍摄了《游击队少女》（1954年）。《心的故乡》回避了意识形态，表现了人类普遍渴望的爱，因此很具讽刺性:122。
朝鲜战争期间，韩国电影遭到重创。人口仅两千多万的韩国，死亡人数超过16万人，失踪人口超过12万人，其中包括导演洪开明、李明雨、朴基采、方汉骏、安哲永、崔寅奎、金永华等。许多重要的电影遗产比如《阿里郎》（1926年）、《没有主人的船》（1932年）、《授业料》（1940年）等电影拷贝都因战火被毁或遗失:168。战争期间，韩国电影制作了一批战争纪录片，包括对比战前战后漢城的《曾经美丽的汉城》（1950年，李龟永）、联合国军收复漢城北上的《西部战线》（1950年，尹逢春）、《陆军炮兵学校》（1951年，方义锡）、记录海陆空军参战情况的《正义的进击（1、2）》（1951-1952年，韩滢模）、记录参战官兵奋勇杀敌的《銃与剑》（1953年，林云鹤）、表现論山陸軍訓練所士兵训练和生活的《荣耀之路》（1953年，尹逢春）、重建漢城废墟街道的《光辉的建设》（1953年，柳长山）、表现女兵生活的《女兵》（1953年，曹政浩）:170:124。大邱在朝鲜战争期间一度成为韩国电影制作的中心。申相玉的处女作《恶夜》，演员孙全转导演的第一部电影《我越过了三八线》和《恐怖的夜》，李敏主演的《花郎道》都是在大邱完成的。申敬均执导的《三千万的花束》和全昌根导演的《洛东江》则是在马山和庆尚南道制作完成:126。

## 复兴期（1954-1969年）
1953年7月27日，朝鲜战争停战后，韩国电影业开始逐渐恢复，从原来的启蒙和宣传工具转变成为一个大众娱乐产业，电影人开始争论电影商业性和艺术性的协调关系:139。1955年，李奎焕执导的《春香传》和韩滢模执导的《自由夫人》获得成功后，韩国电影步入了良性发展轨道，迎来了所谓的“忠武路时代”:140。1955年，韩国电影年制作数量仅为15部，但1959年突破了百部，达到111部。与此同时，韩国电影在题材、主体的多元化以及样式方面都取得了质的飞跃:182-183。这一时期，35毫米黑白胶片逐步代替16毫米胶片成为行业的新标准:140。1957年6月，占地82645平方米，号称“亚洲最大电影制片厂”在安养摄影所建立。导演李康天利用该公司引进的当时最先进的米歇尔摄影机制作了韩国首部宽银幕电影《生命》（1958年）:186。
1961年，韩国迎来彩色宽银幕时代，韩国电影也随之进入了全盛期。1960年代，韩国电影在制作数量和质量上都得到突飞猛进的发展。1969年，韩国全年电影制作数量达到233部，观影人次高达1亿7800万。这个纪录直到2005年才被打破:179:188。韩国电影也在这一时期首次在国际四大电影节上获奖。在第11届柏林国际电影节上，金胜镐主演、姜大振导演的《马夫》（1961年）摘得银熊奖，成为韩国电影史上首部在国际三大电影节上获奖的作品:202。

### 战后的中兴期
朝鲜战争后，韩国政府为保护本国电影产业的发展在1954年3月31日修订了《入场税法》，免除了国产电影的入场票税，并在1959年颁布“国产映画制作奖励和为了映画娱乐纯化的补偿措施”:174:143。随着电影业的恢复，大众娱乐的中心从乐剧、演剧等舞台艺术转移到了电影，从而进一步拉动了对电影的需求。韩国电影业在战后社会政治、经济、文化日趋稳定的氛围下，开始复兴:144。

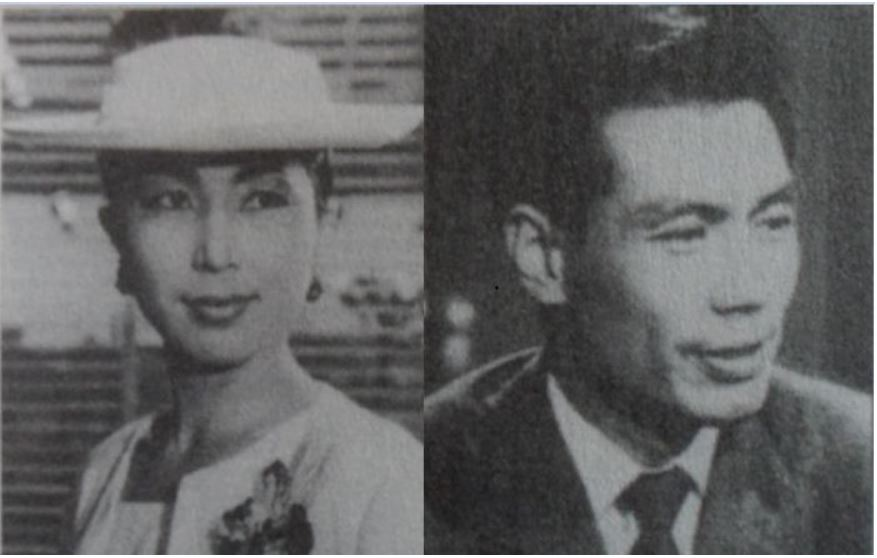
赵美铃和李敏

1955年，李奎焕导演的《春香传》（赵美铃、李敏主演）公映后，获得巨大成功，成为韩国电影史上具有里程碑意义的作品。该片观影人次突破18万，发行期长达2个月，收益1亿圜（制作费3500万圜），被称为“韩国电影史上第一部卖座片”:144。虽然自1923年日本导演早川孤舟首次将韩国古典文学《春香传》搬上银幕后，已有14个不同版本的同名电影出现，李奎焕的《春香传》在艺术性和商业性方面都取得了一致的赞扬。该片的两名主演赵美铃和李敏也一夜间成为最受欢迎的明星。韩国电影的明星体制也由此开始:176。春香一般来说被看做韩国传统女性的形象，即儒家思想中守住贞操的烈女。在1950年代，春香又被赋予了抗拒和进取性的内涵，为了浪漫的爱情，她敢用生命去冒险并与制度相抗衡。在李奎焕的《春香传》上映后不到两年，韩国影坛又先后制作了多部春香作品，包括《大春香传》（1957年，金香）、《脱线春香传》（1960年，李景椿）、《春香传》（1961年，洪性麒）、《成春香》（1961年，申相玉）。春香的人气可见并非一般:145-147。
《春香传》（1955年，李奎焕）的成功，在1950年代中期引发了历史剧的制作热潮，产量几乎达到了当时韩国电影总产量的一半。不过，这一时期的历史剧虽然有历史的主题和外观，但人物的心理或描写的风俗都是现代的。电影的侧重点也不在历史本身而是关注于个人故事。当时甚至有影评家批评说“忽视电影的发展和多样性，是没有进取心的纯商业行为”:147。《年轻的人们》（1955年，申相玉）、《无形塔》（1955年，申相玉）、《二流子悲史》（1956年，金圣珉）、《麻衣太子》（1956年，全昌根）等都是这一时期制作的历史剧影片:176。1959年，全昌根导演的《高宗皇帝和义士安重根》公映后，在观众中产生强烈的反响，使历史人物传记影片从庸俗新派剧的通俗剧分离出来。影片宏大的制作规模和极具真实性的效果唤起了观众强烈的民族自尊心:148。
随着战后意识形态的相对自由，涉及个人空间的通俗剧成为当时重要的类型片。1955年，韩滢模执导的《自由夫人》取得成功后，带动了通俗剧的大规模制作。《自由夫人》改编自郑飞石在《汉城新闻》连载8个月的小说。影片勾勒了战后一代在社会巨变下的时代群像，表现出急激变化的世态风俗，引发诸多争议:148-149。开放的社会氛围和保守的观念之间尖锐的矛盾通常是通俗剧的主题。作品中的人物已经超越了旧时代非善即恶的二元对立，从多角度、多侧面展现当代的丰富生活:149。1950年代的通俗剧也与其它类型相混合，最常见的是与犯罪片结合。这些通俗剧通常会出现善良的女性，或男主人公沦为罪犯的过程。主人公内心世界的变化通常通过日记、书信、法庭陈述、独白等多种方式展现:150-151。

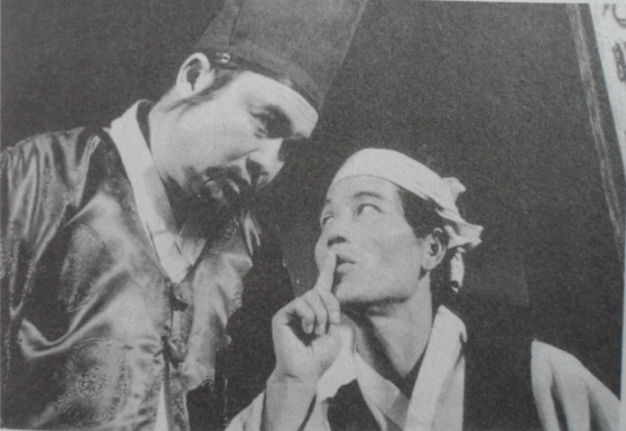
《出嫁的日子》获得了第四届亚洲电影节最佳喜剧片奖

喜剧片在1950年代中期的韩国电影业也开始出现热潮。仅1956年一年就出现了《出嫁的日子》（李炳逸）、《一步登天》（洪一明）、《汉城的假日》（李庸民）、《青春双曲线》（韩滢模）等多部作品。《出嫁的日子》由吴泳镇的演剧本《孟进士宅庆事》改编，刻画了富人孟进士的贪婪，揭露了1950年代人们的对资本主义物质文化的眩惑和坠落，是部具有现实意义的喜剧片。该片上映后，获得了观众和影评界的高度赞誉，并获得了第四届亚洲电影节最佳喜剧片奖:151:178。1950年末期，韩国电影迎来了喜剧片的繁荣:151。
朝鲜战争结束后，韩国出现了首位女导演朴南玉。她导演的《未亡人》1955年在中央剧场上映。影片讲述了一位与女儿相依为命的战争寡妇，在众多男人的诱惑下固守贞操的故事。这部由韩国首位女导演执导的影片虽然上映后票房惨败，但仍不失为一部佳作。朴南玉之后没有制作后续作品，但她的成就在1990年代后半期得到了韩国电影学术界的肯定，被公认为韩国电影史上的女性电影先驱者:167:183。朴南玉的《未亡人》同时也坚定了另一位韩国女导演洪恩远创作电影的信心。洪恩远曾在崔寅奎执导的《无辜的罪人》（1947年）中从事场记工作，后通过《青年的蓝图》（1960年）等电影步入剧作家的行列，之后执导了其第一部电影《女判事》（1962年）进入导演圈。此外，洪恩远还执导了《寡目》（1964年）、《误解遗留下来的事》（1966年）等作品:184-186:167-169。

### 进口外国电影
韩国光复后，美国电影大批涌入韩国。进口美国电影曾占据韩国全年上映电影数量的一半以上:111。朝鲜战争期间，韩国依然大量进口美国和法国的电影。避难地破旧的电影院上映的进口外国电影吸引了大批的观众，盛况空前。1954年，有30个外国电影进口公司相互竞争争夺这一市场。1959年，韩国进口的外国电影多达212部，其中90%都是好莱坞的影片。《魂断蓝桥》（1940年，默夫云·莱罗依）、《卡莎布兰卡》（1942年，迈克尔·柯蒂兹）、《罗马假日》（1953年，威廉·惠勒）、《飞瀑怒潮》（1953年，亨利·哈萨维）等经典好莱坞电影放映时影院经常满座:155-156。这些进口电影一方面让韩国电影人有了紧迫感，迫使他们尽早制作出高质量的作品，另一方面，也为韩国电影人提供了可以学习、借鉴的契机:155。

### 1960年代的黄金发展期
1960年，韩国开始出现以新父权家长制为中心的“家族剧”电影。申相玉执导的《浪漫爸爸》（1960年）和姜大振执导的《朴书房》（1960年）拉开了家族剧电影的热潮。这两部影片都改编自人们广为熟悉的广播剧，公映后获得观众的广泛认可。之后又出现了《马夫》（1961年，姜大振）、《三等课长》（1961年，李奉来）等影片:161。家族剧以父母与子女矛盾、父亲失业或职场内的腐败等周遭发生的各种家族事情为素材，反应大众日常生活，并通过喜剧手法尖锐指出新旧秩序的对立和韩国社会迫切需要重新整合，建立新的家长制的状况。在这类影片中，处于矛盾中心的人物是父亲。擅长表演父亲角色的金胜镐是家族剧的代表性人物。他在影片中扮演观念守旧，但也试图适应新时代秩序的父亲形象。他是位无法适应社会快速发展，驾着马车在小汽车飞驰的街道上艰难前行的旧时代的父亲（《马夫》）；他不知洋酒味道，也不懂喝红茶方法，自然也反对子女自由恋爱（《朴书房》）；他试图适应社会成为中产阶级父亲，但他仍然失业或卷入职场不正之风之中，显得懦弱而无能（《浪漫爸爸》、《三等课长》）:161-163。姜大振导演的《马夫》（1961年）描写的是朝鲜战争后的一位旧时代父亲。他以经营现代城市不需要的马车业务抚养四个子女，并帮助三次落榜的大儿子考上了大学。由于他思想守旧，秉持嫁鸡随鸡的愚昧思想，最终将女儿赶出家门，导致其死亡。该片在第11届柏林国际电影节获得了银熊奖，是韩国电影史上首个在国际三大电影节获奖的影片:202:163。
随着电影数量的激增和大量影评的出现，韩国电影进入了类型片时期。1963年以后，韩国电影类型片可以分为两大类，一类是将已有的通俗剧、历史剧、喜剧片等进行进化再生产，另一类则是新登场的惊悚片、青春片、文艺片等新的类型片:180。1960年代历史剧的代表作包括《燕山君》（1962年，申相玉）、《暴君燕山》（1962年，申相玉）、《女人天下》（1962年，尹逢春）、《真圣女王》（1964年，河汉洙）、《圣德大王神钟》（1965年，洪性麒）、《伽倻琴》（1964年，权宁纯）等。这些历史通俗剧以历史为背景侧重讲述主人公个人故事。而《圣雄李舜臣》（1962年，俞贤穆）、《栗谷和他的母亲》（1963年，李钟玑）、《世宗大王》（1964年，安贤哲）等历史性英雄人物传记片则摒弃虚构的叙事，尽力忠实还原历史:191-193。1961年，张一湖执导的《义贼一枝梅》取得票房成功后，引起历史动作片（主要是武侠片）的制作热潮。但由于这些陌生的类型片并没有受到观众的欢迎。1963年以后，韩国几乎不再制作这一类型片。1966年，胡金铨执导的《大醉侠》在香港上映取得成功后，韩国进口了许多香港武侠片，再次引起武侠片在韩国的复兴。1967年，韩国电影出现了《一枝梅三剑客》（张一湖）、《黄昏的剑客》（郑昌和）、《修罗门的血斗》（金诗显）等武侠片。这些影片由于采用了先进的特效，与以往同类型影片相比更具娱乐性:193。
惊悚片在1960年代初开始在韩国影坛出现。开创韩国悚片先河的是金默，之后李星究、李晚熙、康范九、郑昌和等导演也随后加入到悚片的制作。1960年代初的悚片大多是以犯罪、战争和黑帮组织为题材，代表作品主要有《没有激情地杀人》（1960年，李星究）、《电话谋杀案》（1962年，李晚熙）、《雾之街》（1963年，康范九）、《魔的阶段》（1964年，李晚熙）、《沥青》（1964年，金绮泳）等:194。1960年代的惊悚片也包括以满洲国和公海为舞台，描述韩国独立军与日本军队间抗争的影片。这些影片多受到西部片和海盗片的影响，展现非现实幻想故事:195。1965年，《007系列》在韩国热卖后，引发了间谍动作片的制作，成为韩国惊悚片的主流。这类间谍动作片通常描写国际犯罪组织与韩国情报人员的冲突或国际、国内的间谍与韩国特工的对决，一般由韩国和香港合作制作，不仅有外国演员参加演出，拍摄时还在香港、日本、澳门、台湾等地区取景。异国风情和惊悚的动作使这类影片受到观众的欢迎，主要作品包括《国际金块事件》（1966年，张一湖）、《特工先生》（1966年，高荣男）、《瞬间永远》（1966年，郑昌和）、《暗杀者》（1969年，李晚熙）等:195。
喜剧片在1960年代前期比较盛行戏剧性强的作品。这类影片主要以底层工薪阶层、小市民、商人、工人为主角，描写普通老百姓日常健康、稳定、乐观的生活，但有较强的戏剧性。1960年代后半期的喜剧主要以喜剧明星为中心的闹剧为主。张一湖的《总角泡菜》（1964年）和沈雨燮《青春事业》取得票房成功后，金基丰的《更喜欢女人》（1965年）观影人次超过17万多，成为卖座片。之后，沈雨燮的《男子美容师》（1968年）、《男子保姆》（1968年）、《男子和妓生》（1969年）等的“男子”系列和《憨媳妇》（1968年）、《憨 女婿》（1968年）、《憨 夫妻》（1969年）等的“憨 人”系列先后出台。1960年代后期的喜剧片有性别角色颠倒的倾向，在《更喜欢女人》、《男人贞洁女人勇敢》（1966年，金火浪）中，男人伪作成女人；在沈雨燮的“男子”系列中，男人则由于失业、苦闷被迫投身女性职业。由于当时的影评界喜欢艺术电影，这一类型的影片遭到了影评家们的贬低、批评和挖苦，但仍然受到观众的欢迎。:196-198
青春片在1960年代随着战后出生的4·19世代登场。4·19世代是韩国第一批没有通过日本而是直接接触西方现代文化的世代，对倾泻而来的美国大众文化有认同感。1964年金基惑的《赤足青春》首开青春片的先河:199。申星一和严莺兰主演的《背叛》（1964年）成为全盛期青春片的代名词:216。穿着皮夹克、牛仔裤，跳着摇摆舞，在咖啡店里翻着美国杂志打发时间的新世代是青春片的主角。这一时期的青春片一般以年轻男女的爱情为主线，刻画因身份差异而导致的绝望心理和身份提高带来的虚荣心。在1960年代初的家族通俗剧中，年轻人虽然贫穷，但有温暖的家族做后盾，对未来充满了希望。但在青春片中，年轻人的家长却往往缺席或者虽有父母但代沟严重，青年人的挫折和失败感极强。短短几年时间，挫折感弥漫在4·19革命和5·16军事政变夹缝中生存的韩国影坛，反映了目睹4·19民主运动被5·16军事政变和韩日邦交抹杀的4·19世代的绝望和失落心理:199。
恐怖片作为一种类型片出现在1960年代后期。1924年上映的《蔷花红莲传》使女鬼首次出现在荧屏上。之后，《蔷花红莲传》这一古典文学经典被多次翻拍。但这些影片都称不上是恐怖片，只不过是以旧时代为背景的时代剧而已。观众看过这些影片后还对鬼会产生怜悯之心。1950年代末和1960年代初，韩国从有“吸血鬼大本营”之称的英国海默电影公司和美国环球电影公司引进了一批让观众不带怜悯感体验恐怖的影片，对韩国恐怖片的形成起到促进作用。韩国电影在此之后制作了《透明人的末日》（1960年，李昌根）、《恶之花》（1961年，李庸民）、《杀人魔》（1965年，李庸民）等作品，但这类影片在1960年初期数量较少。1960年代后期，由于政治强权推行电影企业化政策的失败，电视的普及，韩国电影业越发不景气，包括申电影在内的大电影公司也都处在破产的边缘。恐怖片作为低预算电影的代表开始浮出水面。1967年权哲辉执导的《月下的共同墓地》成为韩国恐怖片的里程碑作品，建立了恐怖片这一新类型，票房鼎盛。:212-213
1960年代，韩国文艺电影的创作也达到了巅峰期。1960年代初，《下女》（1960年，金绮泳）、《误发弹》（1961年，俞贤穆）、《舍廊房客人与妈妈》（1961年，申相玉）成为韩国战后电影的三部代表作:193。之后，韩国电影涌现了《烈女门》（1962年，申相玉）、《雇用人》（1964年，俞贤穆）、《血脉》（1963年，金洙容）、《海边的小渔村》（1963年，金洙容）、《天堂也悲伤》（1965年，金洙容）、《山火》（1967年，金洙容）、《雾》（1967年，金洙容）、《无法归来的海兵》（1963年，李晚熙）、《晚秋》（1966年，李晚熙）、《荞麦花开时节》（1968年，李星究）、《将军的胡须》（1968年，李星究）、《再爱我一次》（1968年，郑素影）等诸多巨作:198。《下女》讲述了一个中产阶级家庭的危机。女仆在女主人怀孕回娘家的时候变成蛇蝎美女，勾引忠于职场和家庭的男主人发生了肉体关系。被抓住把柄的男主人不仅沦为女仆的傀儡，还失去了儿子。这是一部与旧时代韩国电影完全不同的作品。导演金绮泳借用哥特式表现主义的布景呈现出一个怪异和寓言的空间，他的美学实验和才能在这部作品中得到了完美的释放:198-202:165。1960年代末期，随着朴正熙独裁统治的加深，社会贫富差距的加大，劳动者受着低工资、长时间劳动的折磨。人们无论多么努力的工作也摆脱不了贫困的羁绊。这一时期的电影作品也弥漫着人们的挫折和绝望感。郑素影执导的《再爱我一次》（1968年）描述的是一个伤感的故事。一位幼儿园女教师恵英因生下有妇之夫的私生子只能远走他乡，靠在海边辛苦劳动勉强维持和儿子永信的生活。但永信对父亲的思念使恵英最终决定将儿子送回到他父亲身边。然而，在有能力的有妇之夫，典型的贤妻良母型的女主人，尽情玩耍的孩子们所构成的宽敞的富裕中产阶级家庭中，却没有永信的立足空间。留给恵英和永信的只有泪水:215-216。该片创下了划时代的票房纪录:229。

#### 国际合作
1960年代中期，韩国电影凭借国内人气的基础开始开拓海外市场，与香港合作拍摄的影片也越来越多。韩国在1950年代中期就开始与香港合作拍片。1957年，香港邵氏父子公司（香港邵氏兄弟公司前身）与韩国演艺株式会社共同制作了《异国情鸳》（1958年，全昌根、屠光启），之后又制作了《天地有情》（1957年，金火浪）、《爱情无情》（1958年，田泽二）等多部影片。1960年代中期，香港最大的电影制作商邵氏兄弟公司开始与韩国的申电影强强联手。:201
韩国与香港合作拍摄的影片以时代剧和动作片为主。邵氏兄弟公司和申电影合作的首部电影《妲己》（1964年，崔寅炫）获得了观众的一致认可。之后，两家公司又合作拍摄了6部电影。当时的合作方式是在邵氏兄弟公司的片场搭景，在韩国外景地拍摄，双方各自承担各自的制作费用。韩国演员出演男主角，香港演员主演女主角。由于韩港合作的影片在韩国不受进口配额的限制，香港制片人通过合作制片的方式很轻松地进入了韩国市场。韩国电影公司则希望通过这种合作开拓海外市场，同时与海外制片商分担费用与风险。不过，由于巨额的费用、版权归属，以及由于影片大多是中国素材而被指“国籍不明”等问题，韩港双方分担制作费的合作方式在1960年代末开始渐渐消失。:201
1963年，香港著名导演李翰祥离开邵氏兄弟公司后，邵氏兄弟公司就开始希望通过与韩国的合作填补空缺。邵氏兄弟公司汇聚了很多优秀的韩国电影人。1968年，郑昌和导演应邵氏兄弟公司邀请赴香港工作。1969年，他在香港的第一部作品《千面魔女》成为第一部出口到欧洲并获得成功的香港电影。1973年，他制作的《天下第一拳》（韩国上映时的片名为《铁人》）成为首部出口到美国在美国主流影院大规模放映的香港电影，并成为1973年度全球卖座片之一:203。此外，导演金洙容、全右烈，演员南锡薰、陈凤镇、申荣均、金振奎、陈良、南宫远等一直到1970年代初都一直活跃在香港影坛:205。

#### 朴正熙政权对电影业的管制
1961年，朴正熙通过5·16政变控制韩国后，开始打着保护和培育的口号对电影业进行管控。1962年1月20日，韩国颁布了历史上的首部《电影法》，并在1963年、1966年和1970年对其进行了三次修订。《电影法》的核心内容是企业化的政策和外国电影进口配额制:182-185:190。根据《电影法》的规定，只有具备相当规模物质和人力资源的电影制作商才能可以注册电影公司，一年不能制作15部以上作品的，取消注册:182-185:190。这些实施使韩国电影业的产业结构发生变化，原来的64家电影公司被合并、重组为韩国映画社、申电影、韩兴映画社等16家电影公司:190。其中申电影在朴正熙政府的扶植下发展成为1960年代韩国最大的电影公司。1966年9月，申电影接管了安阳摄影所，发展达到巅峰:187-188。不过企业化政策只强调电影的产量，对改善电影公司的实质性体质没有任何贡献。自律形成的私人电影公司和个人创作活动受到了很大的限制，扼杀了产业的自律性和自生可发展的可能性:185。进口配额制度是为了保证只有国产电影制作者才能进口电影，使作业和进口一元化。这样国产电影制作者可以通过外国电影的收益来资助国产影片的生产，以弥补当时韩国政府对电影业没有实际性预算的局面:182-185:190。不过，进口配额制度的实施使得进口电影的数量减少，进口片的收益成倍增加。一些获得进口配额的电影公司开始非法出售进口配额权，从中谋利，还有的电影公司为了获得外国电影进口配额，不惜粗制滥造，与进口配额保护国产电影的初衷相违背，被报界讥讽为“丰收的饥荒”:185:81。
与此同时，朴正熙政府还加强了对电影的审查。含有政治因素，描写社会黑暗面，反伦理，和揭露现实社会的影片遭到了封杀:192。在自由民主党政权末期上映的描写战后韩国社会现实的《误发弹》（1961年，俞贤穆）遭到了朴正熙政府的禁映。原因是军政府认为影片对战后韩国的描述过于灰暗。片中精神失常的老母亲发病时所喊的“走吧”一句台词，被朴正熙军政府解释为“回北朝鲜吧”，因此被打上反政府的标签:164:191。导演李晚熙因制作讲述七名掉队韩国女兵在朝鲜人民军的帮助下顺利逃回韩国的影片《七名女战俘》（1965年），被以违反《反共法》而遭到了逮捕。《春梦》（1967年，俞贤穆）、《内侍》（1968年，申相玉）、《壁中的女子》（1969年，朴宗镐）的导演因被指控有色情片嫌疑而被起诉:206:191-192。此外，讲述李承晚政权政治暴徒的《暴露》（1967年，郑镇宇）、描写贫穷恋人灰色故事的《假日》（1968年，李晚熙）、以李承晚理发师的视角描 写李承晚政府末期韩国政界的《一切都顺利》（1969年）都收到了修改、删剪、重制的通告，甚至都没有上映:205:192。

## 1970年代的萧条期
1970年代，韩国政治进一步走向独裁统治。1972年，朴正熙通过发动“十月维新”军事政变，使其可以无限期连任总统并拥有掌握国家的绝对权利。朴正熙当局打着保护国产电影的名义，通过外国电影进口配额制资助国产电影的制作，但却导致了国产电影质量的下降。电影业准入门槛的提高和电影审查制度也扼杀了韩国电影自身发展的动力，使电影偏离了艺术发展的轨道:227-228:218。1969年至1976年，韩国观影人次从1.78亿锐减到三分之一都不到，人均观片数量从原来的每年五六部下降到1.8部，全国影院数量也从659家减少到541家。与此同时，电视的普及和其它娱乐产业的发展也使韩国电影的萧条进一步雪上加霜:227:225。
在电影制作沦落成取得外国进口电影配额手段的恶劣情况下，新世代导演的登场和巨匠导演的活跃延续着1970年代韩国电影的命脉:228:243。这一时期巨匠导演的作品包括金绮泳的《火女》（1971年）、《虫女》（1972年）；俞贤穆的《火花》（1975年）、《雨季》（1979年）；申相玉的《三日天下》（1973年）、《13岁少年》（1974年）；金洙容的《土地》（1974年）；李晚熙的《去森浦的路》（1975年）；林权泽的《杂草》（1973年）等。这些作品中有些艺术水准很高，但大多数票房惨淡，只有《火女》取得了票房的成功:228-229。与此同时，《遗失的婚纱》（1970年，李斗镛）、《失落的季节》（1971年，李元世）、《褒赏金》（1971年，李敬泰）、《花粉》（1972年，河吉钟）、《全心去爱》（1973年，洪坡）、《我快乐的家》（1973年，朴南洙）、《风啊，云啊》（1973年，金秀滢）、《星星的故乡》（1974年，李长镐）、《宦女》（1974年，金镐善）等一批由新世代导演拍摄的作品在1970年纷纷出现。改编自超人气作家崔仁浩同名小说的《星星的故乡》，节奏轻快，影像极具风格，得到年轻观众的好评。不久《英子的全盛时代》（1975年，金镐善）和《傻瓜的行进》（1975年，河吉钟）的上映使新世代导演的作品持续卖座:229。1975年7月18日，新世代导演金镐善、边仁植、李长镐、河吉钟、洪坡在漢城武桥洞泰和馆别馆大厅成立了韩国电影史上最早的电影艺术运动“映像时代”。李元世也是成员之一，但由于当时在外景地拍戏，其决议事项交由河吉钟代理:243。这些三十几岁的年轻人为了电影愿意接受各种挑战，甚至反抗。他们招募新人演员，培养新导演，还出版了电影专业杂志《映像时代》等。1977年，“映像时代”制作的《冬天的女人》创下了58万观众的1970年代韩国最高票房纪录:229。
以高中生为主人公的青少年电影是韩国1970年代流行的一种特殊类型片。该类型片是通俗剧、喜剧、青春片等的混合，讲述高中生的爱情、友情、学校生活等。1972年，姜大宣执导的《女高时节》开启了青少年电影的蓬勃发展。之后《女高卒业班》（1975年，金应天）和《真的真的不要忘记我》（1976年，文如松）两部影片在婴儿潮世代的初、高中学生观众中，产生前所未有的人气并形成新的观众群。这批学生观众的出现在一定程度上代替了急剧减少的成人观众群:252。青少年电影预算成本低，并且很容易通过当局的剧本事前审查和成片审查，因此青少年电影在当时风靡一时。1976年，韩国制作了25部青少年电影，其中10部票房收入斐然。起初，青少年电影的主角都是女学生。1977年，《高校活宝》（石莱明）将主角换成了男生。之后，又出现了一批以男生遇到女生的纯情通俗片。《高校活宝》上映后在首尔吸引了26万观众，使青少年电影达到顶点:253。这一时期的三位导演金应天、文如松和石莱明是青少年电影的代表性人物。文如松的作品主要有《真的真的不要忘记我》（1976年）、《真的真的对不起》（1976年）、《真的真的喜欢你》（1976年）。石莱明的作品主要有《高校活宝》、《高中生K和J》、《活宝进行曲》、《女高活宝》等。金应天自《女高卒业班》后，相继推出了《少女的祈祷》、《蓝色教室》、《以后的我们》、《高中优秀学生》、《初雪将临》、《出嫁那天》、《燃烧的少女》、《高中明朗教室》、《不经世事》等:233-234。这些影片同时也带红了林艺真、李德华、李承铉等青少年明星。大量涌出的青少年电影由于千篇一律的模式在1977年末开始失去魅力。1978年，金应天、文如松和石莱明三人合作制作了一部多段式电影《我们的高中时代》作为青少年电影的落幕片。三人在片中每人各拍摄了一段故事:353-355。
在以高中生为主角的青少年电影异军突起的同时，反映年轻人思想、烦恼、情感的青春片也在默默地延续着脉搏。1975年，河吉钟执导的《傻瓜们的行进》呈现了一部青春风俗图。片中，男主角在和神学大学教授吵架后，说了句“抓条鲸鱼去”，之后骑着自行车来到东海，从悬崖上跳海自杀。对这一极具冲击力场面，导演河吉钟的解释是“这一场面象征性地描写了4·19革命的理想在现实中彻底挫败”。电影主题曲《鲸鱼捕猎》在大学生中广为流传，也被列为禁歌。其歌词“让我们一起去东海，像神话一样去捕捉呼吸的鲸鱼”是作家崔仁浩直接填写进去的。在影片审查时，片中的示威场面，被高校棒球比赛的场面替代:242。之后，河吉钟又推出了《寻找女人》（1976年）和《丙泰和英子》（1979年）两部作品，开启了青春电影的新篇章。但不幸的是，年仅38岁的河吉钟就离开了人世，使韩国电影失去了一位重量级的导演:234。1970年代，韩国的青春电影还包括《今日作别》（李长镐）、《我心中的风车》（金洙容）、《不要走，跑吧》（崔仁浩）、《木马与少女》（李元世）、《青春共和国》（崔玄民）、《青色时代》（郑仁烨）等:234。
1973年，朴正熙政府修订《电影法》，设立映画振兴公社，并开始打着“为国产电影提供范本”的名义直接制作电影。反共影片《证言》（1973年，林权泽）是映画振兴公社制作的首部国策电影。为支持这部影片的制作，朴正熙政府将江原道的一个村庄划为拍摄现场，派遣大规模装甲部队和步兵并动员大量临时演员协助拍摄。此外，影片采取了当时最先进的特效，建造了汉江大桥、战斗机等道具模型。政府的大规模支持使《证言》创作出当时韩国电影难得一见的视觉奇观，上映后也取得了很好的票房成绩:246-247。续《证言》之后，映画振兴公社又投巨资制作了《野菊花盛开的地方》（1974年，李晚熙）、《残留谍者》（1975年，金时显）、《太白山脉》（1975年，权宁纯）等一批反共电影。为宣传当时朴正熙政府的新乡村运动政策，映画振兴公社还制作了《妻子们的行进》（1974年，林权泽）等多部“新乡村电影”。这些影片的票房都不理想，有些甚至入不敷出。为了达到收支平衡，朴正熙当局采用了赠票或包场的方式动员、组织群众观看，结果遭到舆论的批评:247。朴正熙当局每年年初都要发表有关电影的政策。这些政策不仅要求电影公司制作反共、宣传新农村政策的电影，还要求制作忠孝、护国、克己奉公等能“确立民族主体性”和“鼓舞爱国爱民族的国民性”电影。《乱中日记》（1977年，张一湖）和《世宗大王》（1978年，崔寅炫）讲述的是统治者的人性苦恼，通过揭示人物的内心世界塑造一个受人尊敬的统治者的形象（据说原型是朴正熙）。《五戒》（1976年，张一湖）、《栗谷和申师任堂》等则是劝诱大众顺从旧时代儒家思想的臣民化政策电影。这些电影被定为优秀电影后，会得到政府的补偿。但它们其中的很多甚至都没有公映过:247-249。
1970 年代中后期，随着韩国经济的发展，各种酒吧和娱乐场所女招待作为一种新的职业登场。性的商品化导致性伦理的急剧垮塌和拜金主义的蔓延:230。由于电影业的愈发不景气以及素材限制的愈发严格，许多电影人开始制作以女招待或妓女为主人公的通俗剧:234。1974年李长镐执导的《星星的故乡》和1975年金镐善执导的《英子的全盛时代》两部改编自同名畅销小说的影片上映后取得了票房成功。《英子的全盛时代》讲述了淳朴的农村姑娘英子进城找工作，辗转于女佣、女工、吧女、女售票员等各种工作最后沦为妓女的经历和其与搓澡青年的至纯爱情故事:241-242:237。1977年，另一部改编自同名畅销小说的电影《冬天的女人》（金镐善执导）再次获得巨大成功。影片讲述了一名女大学生在经历了多个男人后渐渐发现爱的真谛和生活本质的故事。该片中大量的性场面成为韩国电影性开放的前兆:239-240。1978年，卞张镐执导的《O孃的公寓》公映后取得了票房的成功，引来女招待或妓女题材电影的热潮。《我抛弃的女人》（1977年，郑素影）、《英娥的告白》（1978年，卞张镐）等一批相似作品相继公映。这些作品当时被视为通过电影的娱乐功能试图触及社会问题，并没有遭到舆论的诸多批评:255但是到了1979年，此类题材的电影被不断地粗制滥造出来，“试图触及社会问题”的内涵被摒弃，只剩下粗劣的故事和仅仅成为性对象的女性。《O孃的公寓续集》（1979年，卞张镐）、《你知道花女吗？》（1978年，郑仁华）、《26x365=0》（1979年，卢世翰）、《情到深处》（1979年，卞张镐）等倾泻而出的女招待题材电影受到了媒体猛烈的抨击:258。

## 1980年代的转折期

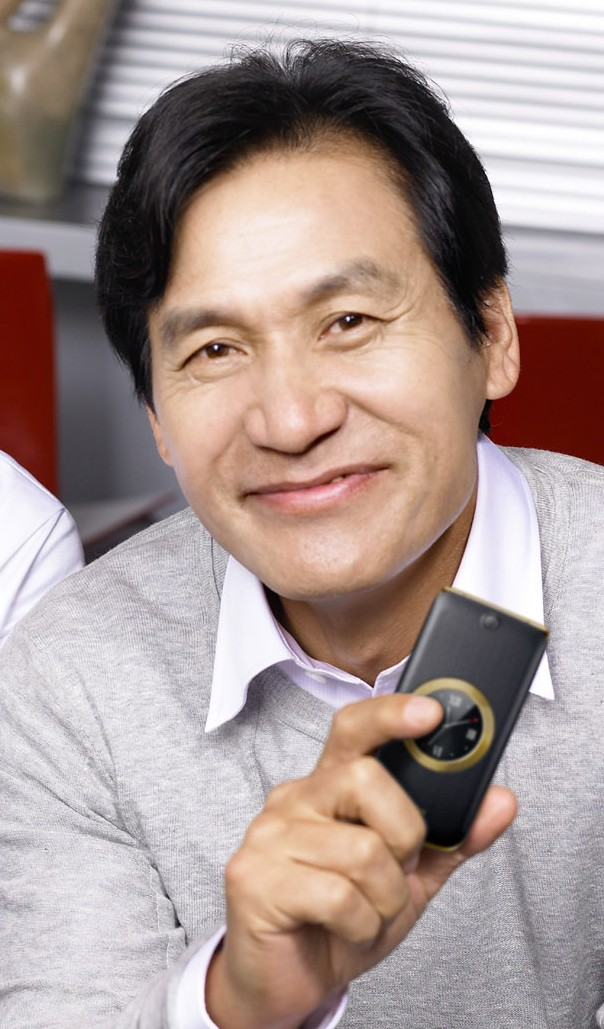
韩国演员安圣基

维新体制崩溃后的1980年代，韩国当局开始逐步放松制约电影业发展的各项政策。1980年文化公报部废止了原朴正熙政权的“优秀电影奖励制度”，优秀电影不再是为取得外国电影进口配额而制作的电影，而是真正具有思想性、艺术性，能深深打动观众的电影:258。1984年3月，映画振兴公社设立了培养导演、摄影、编剧等专业人才的韩国映画学院，为萧条中的韩国电影点燃了复兴的火花:271。 同年，韩国第五次修订《电影法》。原来电影业的许可制被登记制所取代，准入门槛的降低使自由制作成为可能。此外，新修订的《电影法》将电影的制作业务和进口业务进行了分离。原来少数电影制作公司垄断韩国电影的局面被瓦解:291-292:256-257。1986年，韩国在美国的压力下第六次修订《电影法》。原来对外国进口电影的限制被废除，外国电影公司可以在韩国建立分支机构直接经营电影业。1988年1月，联合国际影业和20世纪福克斯影业公司率先在韩国设立分支机构，抢滩韩国市场。9月24日，联合国际影业的第一部直配电影《致命诱惑》在韩国影院上映。电影政策的变化一方面使电影制作自由化，另一方面对外国进口影片限制的废除也使原本在政府保护伞下生存的韩国电影业受到巨大的冲击。同时，1980年12月1日开始的电视节目彩色化也给电影业的发展带来不小的冲击:291-292:256-257。
1980年代的韩国电影是文化自由与政治压迫并行的过渡期。电影制作不仅要面对当局的审查还要面临来自各个特定集团的压力。1981年12月，以女公交车司机为题材的影片《进城的姑娘》因来自集团压力而被勒令停止放映。韩国劳动工会总联盟和自动车劳动工会认为该片侵犯了驾驶员和售票员的人权，并组织游行示威。韩国运输劳动工会对影片中巴士女售票员因涉嫌私吞票款而遭脱衣搜身的场面也愤怒不已，开展抗议活动。为平息事态，韩国劳动部和文化公报部决定终止该片的放映，使其成为韩国电影史上首部在上映期间被中止放映的影片:286:266。1984年，泰兴映画社制作，林权泽导演的影片《尼姑》在制作期间遭到佛教界的抗议。韩国佛教界认为影片尼姑的角色有亵渎佛教之嫌，引发佛教界与电影界的激烈对峙。1200名尼姑在曹溪宗静坐示威，甚至要写血书。“尼姑风波”最终被闹到法庭，泰兴映画社虽然没有违反，但不想扩大此事的影响，在已经拍完大部分场景的情况下终止了影片的拍摄:287:267。1986年，有关画家“狂僧”重光的传记片《妄语》再次遭到佛教界有关亵渎佛教的指责。结果片中10多个场面被公演伦理委员会删除。此外，李元世制作的《女王蜂》因涉嫌宣言反美情绪而没能通过审查。经过导演修改后的最后影片与其原本要表达的主题已经完全走样。另外，李长镐执导的《於于同》引发了情色电影表现尺度和伦理性的讨论。政府认为该片存在淫秽场面，对公演伦理委员会的审查很不满，最终采取强硬手段更换了公演伦理委员会的委员长:267。
在朴正熙被暗杀身亡后的1980年代初，过渡政府管理下的韩国出现了短暂的民主时期。《人之子》（1980年，俞贤穆）、《有风的好日子》（1980年，李长镐）、《暗街中的人们》（1980年，李长镐）、《侏儒射出的小球》（1981年，李元世）、《曼陀罗》（1981年，林权泽）、《底层市民》（1982年，裴昶浩）、《傻瓜宣言》（1983年，李长镐）等以敏锐眼光批评现实生活严峻问题的影片得以成功规避略为宽松的审查制度的检查而上映:100。《人之子》和《曼陀罗》通过描写韩国社会边缘群体，提倡宗教参与解决社会问题。《有风的好日子》通过三位来漢城打工的年轻人的视角讽刺当时的社会群像和对打破旧时代桎梏，迎接新时代的渴望。《暗街中的人们》揭露了生活在红灯区人们的生活，以现实主义的手段呈现了贫民窟的贫困、人性和偏见。裴昶浩的处女作《底层市民》通过出租车司机、疯女人、小商贩和传教士等形形色色的人物展现了城市贫民窟的现实图景:102:283。裴昶浩接着又拍摄了《铁人》（1982年）、《赤道之花》（1983年）、《捕鲸》（1984年）、《那年冬天很温暖》（1984年）、《深蓝色的夜晚》（1984年）等作品:282。
1980年代初，中坚力量引导着韩国电影。1980年，李斗镛导演的《避幕》获得威尼斯电影节ISDAP奖。之后，他又执导了《最后的证人》（1980年）、《伞下的女人》（1980年）、《欲望的沼泽》（1982年）、《长子》（1984年）、《桑》（1985年）、《石孩》（1985年）。1984年，李斗镛以描写朝鲜王朝残酷旧习俗的《女性残酷史：纺车，纺车》在韩国电影史上首次入选戛纳国际电影节“一种注视”单元。1970年代制作过多部优秀作品的郑镇宇在80年代拍摄了《布谷鸟也在夜晚吗》（1980年）、《奋力歌咏的鹦鹉》（1981年）、《白鸥，翩翩飞翔吧》（1982年）、《恣女木》（1984年）等乡土气息的另类作品。南基男执导的喜剧动作片《平壤来的阿飞》（1980年）取得了很好的票房。文如松的《制作爱情》、金应天的《不经世事》、石莱明的《柏油路上的堂吉诃德》等是1980年代的青春片代表。林权泽执导了两部有关朝鲜半岛统一方面的影片《歪鼻子》（1980年）和《重逢是第二次分手》（1985年）。1980年代初，武侠片、喜剧片和爱情片占据了票房榜的前列。代表性的影片有吴思远的《死亡塔》、朴允教的《万灵之谷》、金正勇的《少林寺厨师长》、金镇泰的《金刚血人》、金钟圣和陈俊良的《新西游记》。:276-277
1982年3月，在光州事件的旋风中登场的全斗焕政府，为了分散民众对政治的注意力，开放了深夜剧场:279。3月下旬，郑仁烨执导的《爱玛夫人》成为第一部深夜剧场影片，引发了情色片制作的热潮。午夜剧场也成为受年轻恋人欢迎的约会场所。剧本作家沈山曾在《Cine21》的专栏上写道：“用坦克车踏平光州后登场的全斗焕政权，实行暴力镇压和自由化的双面政策，取消校服和宵禁，放宽学生头发长度，这是全斗焕政权的礼物。而对于忠武路，全斗焕政权给予的礼物是放宽对情色片的审查。托他的福，1980年初中期，突然开闸泄洪的情色片使电影院生意兴隆。当时还是大学生的我们，处于一种奇怪的生活状态。白天，我们向全斗焕的暴压政治投掷石块，晚上跟着全斗焕自由化政策的统一步调，坐在影院里，一边咯咯地笑一边看廉价的情色片。我已经完全不记得那些片子的内容，不过对于那些在银幕上气喘吁吁的女演员形象和当时好像流行语一样通用的低俗片名，印象深刻。如《女人惧怕黑夜》（1983年，金性琇）、《偷来的苹果味道好》（1984年，金秀滢）、《骨肉燃烧的夜晚》（1985年，赵明华）… …”:281:264
新世代导演在激活萧条的韩国电影起到重要的作用，尤其是1980年代中后期，涌现出大批新锐导演。他们以全新的题材和手法为韩国电影寻求突破口和发展的方向。1985年，“映像时代”出身的张吉秀因编导《夜狂热》而名声鹊起，之后又制作了《信之恋歌》（1987年）、《美洲、美洲》（1988年）、《火之国》（1989年）、《坠落的翅膀》（1989年）。申承秀也制作了《月光猎人》等社会批判性电影。1986年，韩国涌现了一大批优秀的导演。郭志均以《冬日浪人》蜚声影坛，之后又拍摄了《伤口》（1989年）、《其后很久》（1989年）等浪漫性作品。李奎炯是位具有畅销书作家、电视作家、广播人和导演多重身份的新人。1986年，他以《蓝色素描》进入影坛。次年制作的《青春素描》以鲜活的青春朝气和霸气获得了较好的口碑。金裕珍也是1986年进入导演圈。他在1988年推出的《大人们不会明白》获得了很好的评价，之后又制作了喜剧片《英雄恋歌》。1987年进入导演圈的新世代包括《成功时代》的张善宇、《圣李守一传》的李锡基、《银河来的流星王子》的石道源，《英雄归来》的赵金焕等。1988年，朴光洙拍摄了反应蜘蛛人生活的社会批评性电影《七洙和万洙》得到广泛的好评。李明世在1988年推出了处女作《笑星》。他的作品有着梦幻般的画面和独特的电影语言，被称为“风格家”。1989年，绘画专业出身的裴镛均自编、自导的处女作《达摩为何东渡》在戛纳国际电影节入围“一种注视”单元，并在第42届洛迦诺国际电影节上获得最佳影片奖、最佳导演奖、最佳摄影奖等奖项。他在这个作品中一人包揽了编剧、摄影、灯光、导演、剪辑在内的七项工作。康佑硕从他的第一部作品《甜蜜的新娘》（1989年）开始以标榜为观众制作趣味电影的观念而受到关注。之后他又制作了《幸福不是成绩单》。1979年进入电影界的朴哲洙拍摄了《母亲》（1985年）、《雾之柱》（1986年）、《哭泣的玫瑰》（1988年）等关注女性问题的和心理的影片。1996年不幸去世的宋英树留下了《窗外的潜水桥》（1985年）、《星期六没有夜晚》（1986年）、《我们正在去日内瓦》（1987年）等作品。:271-273
1980年代后期，随着电影运动的发展，录像机的普及，韩国映画学院系统的电影制作教育等，韩国影坛出现了一批以朴光洙、张善宇、郑智泳等带有多样个性和出色才能的新人导演，引发所谓的“韩国电影新浪潮”，给韩国电影带来转机:391。朴光洙是电影新浪潮的先行者。他的处女作《柒洙和万洙》（1988年）通过塑造两名被困在摩天大楼的油漆工柒洙和万洙触及韩国社会对自由、民主的压制。他在第六共和国初期还制作了有关长期囚的作品，在韩国社会激起不小的反映:321-323。1990年代初，朴光洙先后制作了反映韩国劳动力市场现状的《黑色共和国》（1990年）、描写一对被领养的韩国兄妹命运的《柏林报告》（1991年）、朝鲜战争同族相残的《想去那个岛》（1993年）、反省劳工运动的《美丽青年全泰壹》（1995年）。《美丽青年全泰壹》是通过全民募集资金的方式制作的，是朴光洙票房最好的一部作品。电影新浪潮的另一位代表张善宇在1988年执导的《成功时代》讽刺了韩国在资本主义制度下实利主义者之间的关系。此外，他还制作了揭示知识分子伪善世界的《情场如马场》（1991年）、《华严经》（1993年）和《以身相许》（1994年）。郑智泳在1990年代制作了《南部军》和《白色战争》等偏左的影片:324-325。

### 国际电影节获奖
1980年代，随着电影制作环境的改善，金洙容、裴昶浩、李斗镛、李长镐、林权泽、河明中等导演的作品接连在国际电影节上获奖。1980年，李斗镛执导的异色电影《避幕》受邀参加威尼斯电影节获得ISDAP奖，标志着韩国电影真正进入国际市场。1982年，李长镐执导的《傻瓜宣言》入围第19届芝加哥国际电影节。1983年，金惠子以其首部作品《晚秋》在第2届马尼拉国际电影节上摘得最佳女演员的桂冠。1984年，李斗镛执导的描写朝鲜王朝残酷旧习俗的《女性残酷史：纺车，纺车》入选戛纳国际电影节“一种注视”单元。同年，裴昶浩导演的《赤道之花》在泰国曼谷举行的第29届亚太影展上获得最佳导演奖。他导演的另一部作品《那年冬天很温暖》在南特三大洲电影节获得了评委会特别奖。1985年，河明中自编自导的《烈日》入围第35届柏林电影节主竞赛单元，担任该片摄影的郑光石在第21届芝加哥电影节荣获最佳摄影奖。:297:283-284
林权泽执导的描写年轻僧侣在宗教和世俗欲望中彷徨苦恼的影片《曼陀罗》和化解因朝鲜战争而引发离散家属问题的《重逢是第二次分手》在柏林电影节上获得好评。《重逢是第二次分手》还在第22届芝加哥国际电影节上获得了盖茨世界和平奖。他执导的《种女》在第32届亚太国际影展上获得了最佳影片、最佳导演和最佳女配角奖。片中的扮演女主角的姜受延在1987年第44届威尼斯国际电影节摘得影后的桂冠，这是韩国电影第一在威尼斯电影节上获奖。1988年，在林权泽导演的《阿达达》担任女主角的申恵琇在第12届蒙特利尔国际电影节上获得了最佳女演员奖。李长镐的《浪子途中不休息》获得了第38届柏林电影节卡里加利奖。1989年，曾获威尼斯电影节影后桂冠的姜受延凭借其在林权泽执导的另一部电影《上升》中的表现再次捧得第16届莫斯科国际电影节最佳女主角奖。同年，新锐导演裴镛均的处女作《达摩为何东渡》在戛纳国际电影节入围“一种注视”单元后，又在第42届洛迦诺国际电影节上获得最高奖项最佳影片奖“金豹奖”。:297:283-284

### 新现实主义和民族电影运动
1980年，漢城國立大學（今首爾大學）的亚拉松电影俱乐部成立。除了展映经典影片，亚拉松电影俱乐部也放映拉美和欧洲籍无名青年导演的先锋作品，为作为艺术形式与革命武器的电影提供了一个进行理论与美学探讨的场所。受乔治·萨杜尔、路易斯·大奎因等法国电影理论家和第三电影运动的启发，亚拉松电影俱乐部的初期成员在1982年成立了韩国首个社会批评电影社团“汉城映画集团”，并创办了电影杂志《开放电影》:129。汉城映画集团制作了《阿里郎》等短片，还出版了《为了新电影》（1983年）和《电影运动伦》（1985年）等电影理论书籍:299:274。1984年7月，亚拉松电影俱乐部和汉城映画集团在国立剧场试验舞台举办了第一届民族电影运动电影节“小型电影电影节”，展映了6部短片。1985年，汉城映画集团制作了反应农民反抗地方当局剥削的影片《蓝鸟》:128-129:274。
由于全斗焕政权对左翼人士好工会运动的残酷镇压，汉城映画集团被关闭，其库存电影也被国际安全委员会（韩国中央情报部）没收。但他们还是继续拍摄了少量重要的影片。这些影片从未公映，因为没有商业影院敢放映这些影片。它们一般都是在废弃的建筑物、大学教室和工厂里向少数观众放映。《我们永远不会失去你》（1987年）表现了一位死于警察严刑拷打的学生的反抗。由天主教主教区资助的《上溪洞奥林匹克》记录了韩国为举办1988年奥林匹克运动会拆除上溪洞贫民窟时贫民与政府之间的斗争。独立电影团体“长山串鹰”制作的《啊！梦之国度》抨击了美国支持三个不同的独裁政权，和在光州大屠杀中袖手旁观的做法。该片的导演张同宏还制作了控诉压榨工人阶级的影片《罢工前夜》。韩国当局在全国范围内对《罢工前夜》进行了持续的镇压。为了没收一份拷贝，韩国当局曾派出1800多名防爆警察和数架军用直升飞机搜捕全南大学。《罢工前夜》巨大的影响使得韩国全国都开始关注民族电影运动。尽管政府的镇压规模空前，但短短的三周内就有20万观众观看了这部电影。为平息危机，韩国当局被迫允许一部以光州事件为题材的文献片《复兴之歌》向公众公映。该片由李政旭编导，在及其艰苦的条件下用原始的器材和无名演员摄制完成。《复兴之歌》的基调要比《罢工前夜》温和很多，但意义深远，是韩国首部向公众放映的真正的民族电影。:129-131:325-328

## 1990年代和21世纪
1990年代和21世纪是韩国电影在开放中重获新生的时代。根据韩美的电影协商，自1989年1月1日开始韩国电影公司无需经政府批准就可以进口外国电影，外国电影也无需经过审查，韩国逐年放宽对外国电影进口拷贝数目的限制，直到1994年完全废除。1988年以来，已有联合国际影业（1988年）、20世纪福克斯（1988年末）、华纳兄弟（1989年末）、哥伦比亚三星（1990年）、博伟（1993年）五大电影直销商在韩国建立了分公司。1990年，联合国际影业发行的《人鬼情未了》（1990年，杰里·朱克）在漢城剧场上映后取得巨大成功，标志着美国直配电影已经长驱直入地稳步进入韩国市场:402-403。外国进口电影对韩国电影的发展产生了巨大的冲击。1980年代，韩国电影的占有率曾上升到30%，但在1993年已经下降到了历史最低的15.9%。1998年，韩国国产电影的数量由1990年前后的100-120部，缩减到43部。而进口外国电影则由1984年的25部，激增到1996年的405部:403:356。
1996年以后，韩国电影开始保持快速增长的势头，市场占有率由1996年的23%提高到1998年的35.8%，2001年更是超过了50%。韩国电影的观影人次也开始呈几何级增长:351。1999年，《生死谍变》的上映拉开了韩国大片的时代，其观影人次达到580万，一举刷新1990年代初《西便制》所创下的百万人次纪录。此后，韩国电影的票房纪录每年都被刷新。2000年，朴赞郁执导的《共同警备区》的票房突破了600万:328-330。2001年，《朋友》票房达到818万。之后，2003年的《实尾岛》和2004年的《太极旗飘扬》票房相继突破1000万，使韩国电影进入千万时代:376-377。与此同时，韩国电影也实现了质的飞跃。韩国电影在世界三大国际电影节上取得骄人的成绩，并涌现出一批优秀电影导演。釜山国际电影节、全州国际电影节、富川国际奇幻电影节等相继在韩国举办。其中，1996年开始的釜山国际电影节已经发展成为亚洲代表性的电影节:352-353。

### 改革期
1991年是韩国文化部制定的“电影年”。在韩国电影诞生纪念日的10月27日，映画振兴公社和韩国电影工作者协会等6家团体共同举办了“我们的电影盛宴”纪念会，并举办了短片及文艺片鉴赏会、国际家庭电影节，以及在汶山、天安、大田等地巡回运行了“91友情文化列车”。韩国政府希望以“电影年”为契机探索国产电影的出路:294。1995年3月，有线电视的开播将韩国带进了多媒体时代。有线电视的出场拓宽了观众范围，为韩国电影带来活力:295。1998年4月，韩国首个综合性多厅影院希杰集团旗下的江边CGV在漢城开业。韩国影院开始从单一功能的影院向提供多种选择机会的综合性多厅影院转变。一度减少的影院数量从1998年开始逐渐增加，落后的影院设施也得到了改善:305-306。
1990年代中后期，韩国开启了国际电影节的时代。1996年9月13日至21日，韩国启动了釜山国际电影节。电影节上展映了7个单元来自31个国家的160余部作品，与会人数超过17.6万。从第3届釜山电影节开始，根据《电影振兴法》，所有参加电影节的影片都免于审查，观众可以看到无删减版。在1999年的第4届釜山国际电影节上，韩国电影李沧东执导的《薄荷糖》首次成为电影节的开幕影片。目前釜山国际电影节已经发展成为亚洲最具代表性的国际电影节之一:297-298。目前，韩国每年要举行20多个包括富川国际电影节、全州国际电影节、光州国际电影节、大田国际电影节等在内的国际电影节:367。1990年，新创刊的《体育朝鲜》继承了青龙电影奖，并于同年12月19日在漢城世宗文化会馆举办了第11届青龙奖颁奖仪式，中断了17年的青龙奖得到复活1995年，青龙奖设立了韩国唯一的“郑英一电影评论奖”。此外，韩国电影工作者协会导演委员会为纪念电影开拓者春史罗云奎导演（1904-1937年）创立了春史电影艺术奖，并于1990年12月29日举行了第一届颁奖仪式。与其它电影奖不同，春史电影艺术奖完全由电影人来经营:310。
1996年，韩国宪法法院就“长山串鹰”对公演伦理委员会执行的电影审查制度的违宪申诉作出了违宪判决，宣布《电影法》所规定的电影上映前必须接受公演伦理委员会审查的规定，违背《韩国宪法》第121条第一款“所有国民享有言论、出版的自由和集会、结社的自由”所赋予的公民权利。与此同时，韩国宪法法院还明确有必要禁止青少年接触色情、暴力电影，提出电影界建立自律的“分级制”。1997年10月13日，时任韩国总统金大中在会见参加釜山国际电影节的各国电影人时承诺在“给予支援，不干涉”的原则下，废除电影审查:356。同年，韩国修订了《电影振兴法》，成立了韩国公演艺术振兴协会用于取替原有的公演伦理委员会，并对电影实行全体可观看、12岁以上可观看、15岁以上可观看、18岁以上可观看四个等级分类制度:296-297。1999年5月28日，金大中政府根据《电影振兴法》成立了法定民间机构“电影振兴委员会”，并将电影业选为政府重点扶植的对象，韩国电影环境得到了改善。同年9月17日，以制作一线的年轻电影人为主要成员的电影工作者协会成立:299-300:356。
进入1990年代后，独立电影公司开始在韩国电影业出现。1980年代后期制作录像电影的大企业也开始直接参与电影的制作。相比传统的忠武路电影制作公司，独立电影公司善于分析和观察的年轻企划人员更受到大企业的偏好。电影企划者的登场使韩国电影的产业结构发生了变化，开启了“企划电影”的时代。1992年，申氏企划集团参与策划，由三星集团投资的影片《结婚故事》成为韩国的首部企划电影。该片创下了当年最高的票房纪录。之后，申氏又推出了《甜蜜新娘》、《幸福不是成绩单》、《妈妈先生》等企划电影。1990年代中后期，企划电影已经成为韩国电影的主流。参与《结婚故事》的企划人沈在明同时也是2000年韩国大片《共同警备区》的企划者。:294-295
进入1990年代，韩国电影的制作技术发展到了新的阶段。1994年，朴宪洙在其执导的影片《九尾狐》中首次正式采用了计算机成像（Computer Generated Images，简称CGI）。这是韩国电影第一次尝试奇幻片类型，之前只有好莱坞和香港有此类型片。碧山集团（Byucksan Group）支付了利用CGI技术拍摄的巨大费用。两年后，姜帝圭推出了高预算、新技术制作的商业片《银杏树床》。目前，几乎没有韩国电影不使用CGI特殊摄影和特效，只是使用的多少差异:360。2000年，随着以IT产业为基础的数字电影时代的到来，韩国开始出现数字电影的制作热潮。金知云导演受一家网络公司委托，用数字摄像机拍摄了短片《真相大白》（2000年）。之后，林常树也使用数码摄像机拍摄了《眼泪》（2000年）。数字电影的商业化得到了人们的关注。2000年，以数字和网络为基础的漢城网络电影节（Seoul Net & Film Festival，简称SeNef）正式创建，预示着数字电影世代的到来。如今，数字电影已经成为新世代电影制作的大势所趋:386-387。

### 韩国大片旋风
1990年，被美国好莱坞直配电影和香港娱乐电影排挤到悬崖边缘的韩国电影出现了一部卖座大片《将军的儿子》。这部泰兴映画社制作的影片是林权泽执导的动作片，讲述抗日传奇英雄金佐镇将军的儿子金斗汉，凭借铁一般的拳头和智慧打败一个个日本人的故事。影片通过启用朴尚民、申贤俊、李日载等新人演员塑造阳刚铁汉形象，仅在漢城团成社就吸引近68万观众，时隔13年刷新韩国电影史上最高票房纪录。《将军的儿子》摒弃刀枪而使用拳脚，开创了韩国动作片的先河，给萧条的韩国电影业带来转机。泰兴映画社和林权泽之后又推出了《将军的儿子2》和《将军的儿子3》，也取得了不错的票房成绩。:324-325
1993年，林权泽导演，郑一成摄影，金秀哲配音，金有峻负责美术设计的泰兴映画社另一部故事片《西便制》再次在韩国电影界刮起票房旋风。该片在首都地区的票房首次突破100万，使韩国电影从此进入百万时代，成为韩国电影复兴的奠基石:325。影片表达了对全罗道传统民族艺术盘索里逐渐消失的情结，引发了韩国社会特别是年轻人对盘索里的关注，在韩国电影业已经被外国影片占领的当时，激发了韩国人的民族自尊心。韩国社会甚至出现了“西便制综合征”:333:325。该片包揽了青龙奖、大钟奖、电影评论奖、春史电影艺术奖在内的韩国诸多大奖，并在当年10月举行的首届上海国际电影节上获得最佳导演奖和最佳女演员奖:325。
1990年代末，韩国电影人开始尝试曾经是好莱坞专利的，集合多种商业元素，当红明星、知名导演、大投资、大规模宣传、同步上映等，以高票房收入为目的，迎合大众口味的“大片”。1998年，投资24亿韩圆，标榜韩国首部大片的《退魔录》（朴光村执导）公映，但票房成绩并不理想。不过，这引发了韩国人对大片的兴趣。1999年，《幽灵号潜艇》（闵丙天）、《赤色人鬼恋》（李光勋）、《怪兽大决战》（沈炯来）、《无处藏身》（李明世）等大片接连上映，吸引了30多万观众，提高了韩国制作大片的可能性。1999年，姜帝圭导演的《生死谍变》放映仅21天就突破了《西便制》创下的百万票房纪录，最终创下580万的纪录，超过当时好莱坞巨片《泰坦尼克号》在韩国的票房，被公认为韩国第一部真正意义上的大片。一时间“韩国大片”成为脍炙人口的流行词。:372:331-332
2000年，韩国大片继续升温。《飞天舞》（金荣俊）、《银杏树床2》（姜帝圭）、《救救我们吧》（梁允浩）、《警笛》（李沐叶）等影片接连上映。紧接着朴赞郁导演的《共同警备区》再次缔造韩国电影票房奇迹，观影人次超过580万:332。该片是首部正面表现南北方军队士兵友谊的影片，上映之时恰逢韩朝双方签署《南北共同宣言》不久，因此引发了人们的关注。《共同警备区》不仅成功入围2001年第51届柏林国际电影节，还以200万美元出口到日本等海外市场:330。2001年，郭暻泽执导的《朋友》再次刷新韩国大片的票房纪录，观影人次超过了818万。2003年和2004年，《实尾岛》和《太极旗飘扬》（姜帝圭）的票房纷纷超越1000万大关，使韩国电影进入千万的时代:373。韩国大片的成功使得韩国国产电影的市场占有率在2001年提高到了50%以上，并成功扩大了观众层和海外市场的销路，在韩国电影史上 写下辉煌的一页:332:351。

### 成就

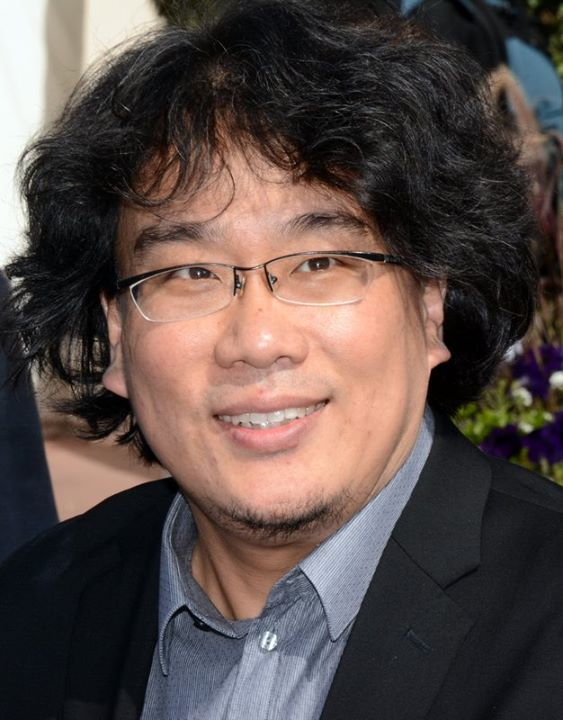
韩国导演奉俊昊

1993年，102部韩国电影在国际电影节上亮相。1993年10月19日至1994年2月21日，蓬皮社中心在法国巴黎举办的“韩国电影回顾展”上展映了85部作品，成为向欧洲介绍韩国电影的桥头堡:339。洪常秀导演的处女作《猪坠井的那天》讲述了都市平凡人的不论之恋，在韩国评论界造成巨大冲击。该片获得了1996年温哥华国际电影节龙虎奖和1997年鹿特丹电影节大奖“金虎奖”:217:394。之后，洪常秀执导的《江原道之力》（1998年）、《处女心经》（2000年）、《生活的发现》（2002年）、《女人是男人的未来》（2004年）、《剧场前》（2005年）等作品在戛纳电影节等主要国际电影节受到推崇。洪常秀也被视为世界影坛最具原创力的电影人之一:394。
2000年以来，韩国电影在三大国际电影节上取得了骄人的成绩。2000年，林权泽执导的《春香传》（2000年）入围戛纳电影节主竞赛单元，这是第一部入围戛纳电影节金棕榈奖的韩国电影。2002年，林权泽凭借《醉画仙》荣获戛纳电影节最佳导演奖。同年，李沧东的《绿洲》拿下了威尼斯电影节特别导演奖和马切罗·马斯罗杨尼奖。2004年，金基德导演的《撒玛利亚女孩》（2003年）和《空房间》（2004年）连续摘得柏林电影节和威尼斯电影节的最佳导演奖，一举成为国际知名导演。同年朴赞郁的《老男孩》（2003年）赢得了第57届戛纳电影节评委会大奖:352。2005年，韩国的两部影片《那时那些人》和《哭泣的拳头》获得第58届戛纳电影节导演双周大奖。
2011年，朴赞郁和弟弟朴赞庆所执导的短片电影《波澜万丈》是世界上首部在影院上映的智能手机电影，使用iPhone 4拍摄，在第61届柏林电影节获得短片竞争单元大奖——最佳短片金熊奖。虽然被指出电影制作过程及投资情况（KT巨额资本做后盾）和普通的胶片电影并无太大区别等问题，但《波澜万丈》的获奖被认为将促进“数字技术成为电影制作的主要媒介”。2012年，金基德执导的《圣殇》在第69届威尼斯电影节赢得金狮奖。2010年，李沧东的《诗》获戛纳最佳剧本奖。2019年，奉俊昊执导的《寄生虫》获戛纳电影节最高奖项——金棕榈奖。2020年2月，该片在第92届奥斯卡金像奖上斩获最佳影片、最佳导演、最佳原创、国际电影4大奖项，是首部赢得奥斯卡最佳影片的非英语电影。2022年，宋康昊和朴赞郁在第75届戛纳电影节分获最佳男演员和导演奖。